# Jim Moran (politico)
James Patrick Moran , Jr., detto Jim (Buffalo, 16 maggio 1945), è un politico statunitense, membro della Camera dei Rappresentanti per lo stato della Virginia dal 1991 al 2015.

## Biografia
Primo di sette figli, Moran nacque a Buffalo e crebbe nel Massachusetts. Dopo la laurea in economia, lavorò per qualche tempo come agente di borsa e successivamente si trasferì a Washington dove lavorò nell'ambiente politico.
Nel 1979 Moran entrò in politica con il Partito Democratico e venne eletto nel consiglio comunale della città di Alexandria. Dal 1982 al 1984 rivestì la carica di vicesindaco e nel 1985 fu eletto sindaco. Dopo aver vinto un secondo mandato nel 1988, Moran si candidò alla Camera dei Rappresentanti nel 1990 e riuscì ad essere eletto, sconfiggendo il repubblicano in carica Stanford Parris. Dopo quella volta, Moran venne riconfermato dagli elettori per altre undici volte, finché nel 2014 annunciò il suo ritiro al termine del mandato corrente.
Ideologicamente, Moran è sempre stato un democratico molto progressista, specialmente sui temi sociali. Sposatosi tre volte, ha avuto quattro figli.